# Lachapelle-sous-Chanéac
 Lachapelle-sous-Chanéac  là một xã ở tỉnh Ardèche, vùng Auvergne-Rhône-Alpes ở đông nam nước Pháp.